# Carl Krone
Pour les articles homonymes, voir Krone.
Carl Krone, né à Osnabrück le 21 octobre 1870 et mort à Salzbourg le 4 juin 1943 , est un directeur allemand de cirque, fondateur du Circus Krone. Il est de la deuxième génération de la dynastie Krone. Son grand-père est le magicien Philadelphicus (de).